# Sergeanten 8
Sergeanten 8 ou Strandvägen 37  est un édifice historique du quartier Östermalm à Stockholm en Suède.

## Description
Sergeanten 8 est la maison du milieu de l'îlot et fut la première à être construite en 1989-1891. 
Le terrain a été acquis par le constructeur Johan Ahlström qui avait la même idée commerciale que Sundahl & Brandel et se basait sur la spéculation.
Bien qu'il ait lui-même travaillé parfois comme architecte, il a également engagé Johan Laurentz pour la conception de la maison.
La mission d'ensemble de Johan Laurentz qui était de donner aux quatre maisons faisant face à Strandvägen (Sergeanten 1, Sergeanten 6, Sergeanten 7 et Sergeanten 8) une cohésion architecturale avec une certaine symétrie, était rendue plus difficile car elle aurait été plus facile avec trois ou cinq maisons. 
Johan Laurentz a résolu le problème avec élégance en concevant Sergeanten 8 comme une sorte d'immeuble de hauteur moyenne avec un sixième étage mansardé, un toit haut et raide et trois larges balcons. Au-dessus de l'avant-toit s'élève au centre un fronton avec des festons et une mascarade de lion en plâtre.
La façade de la maison est en brique avec moulures et encadrements de fenêtres en granit. Il y a aussi deux tours carrées en façade, une à chaque extrémité de la maison. Dans la partie médiane, il y a aussi des balcons aux deuxième et troisième étages. Les pièces dotées de balcons étaient principalement les salons des nouveaux, grands appartements coûteux.
Le portail d'entrée est situé au bas de la tour gauche, ce qui donne une asymétrie à la façade par ailleurs très symétrique. La porte elle-même est en bois avec de riches détails. Autour de la porte se trouve une autre partie rectangulaire en bois à la même hauteur que la porte de chaque côté et une fenêtre en forme de croissant au sommet. Le bois présente des détails sculptés de diverses formes rectangulaires. La porte est  entourée d'un arc en granit dont le bord extérieur est grossièrement taillé et dépasse légèrement de la surface du mur lui-même.
L'entrée était un peu plus simple que celle de Sergeanten 1 car elle servait également de porte d'entrée et de sortie de la cour commune. 
Chaque étage se composait d'un seul appartement de neuf pièces et d'une cuisine. Le coin cuisine et la chambre de service a été aménagé comme une aile vers l'arrière-cour et accessible par un escalier de service. Un ascenseur dans les escaliers principaux et dans la cuisine n'a été ajouté que dans les années 1930. 
Le bien est marqué en bleu par le Musée municipal de Stockholm, ce qui signifie « que le bâtiment est considéré comme ayant des valeurs culturelles et historiques particulièrement élevées ».
Depuis 1982, l'édifice appartient au syndic de copropriété BRF Sergeanten nr 8 
qui dispose de 12 appartements.

## Galerie

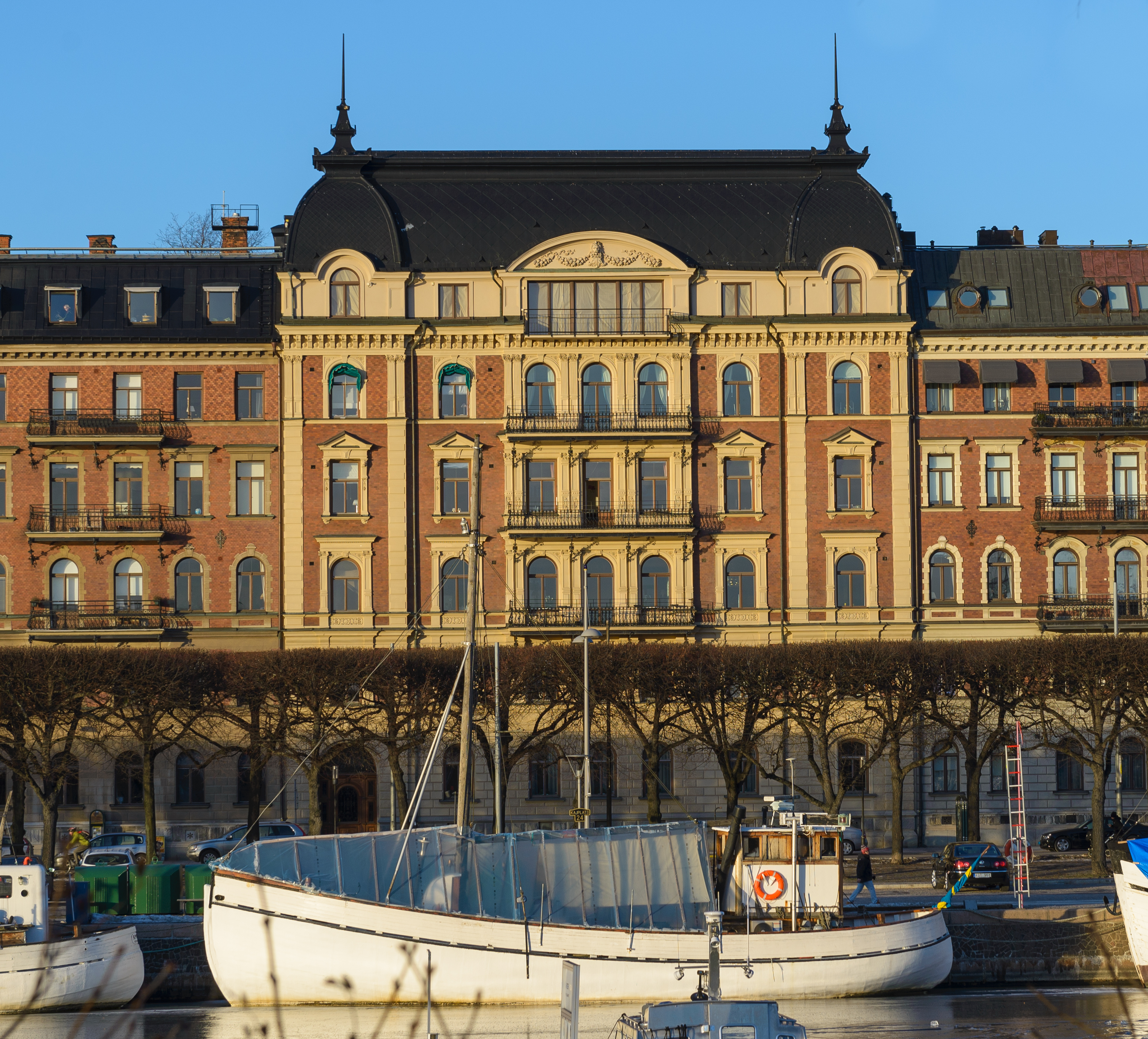
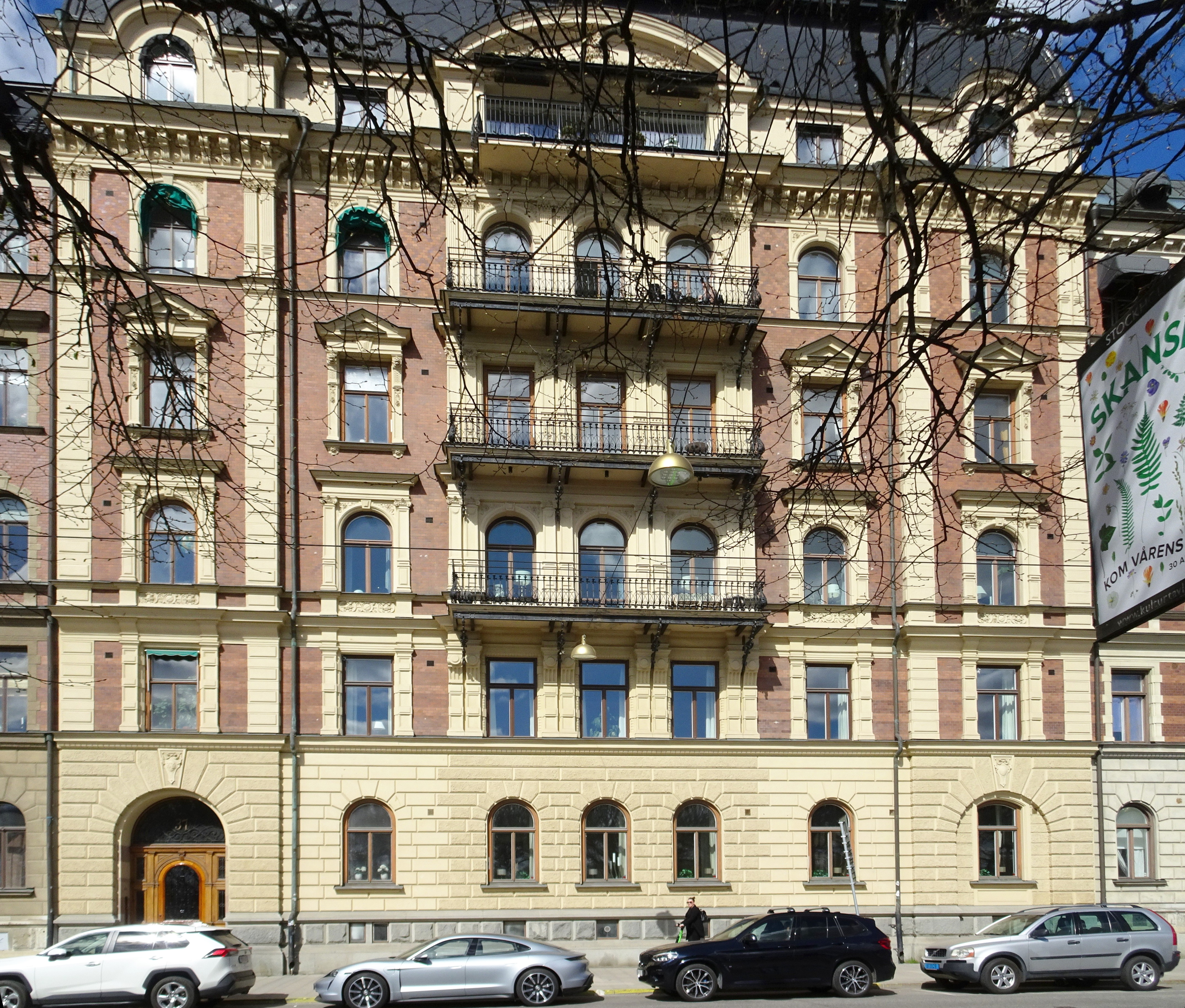
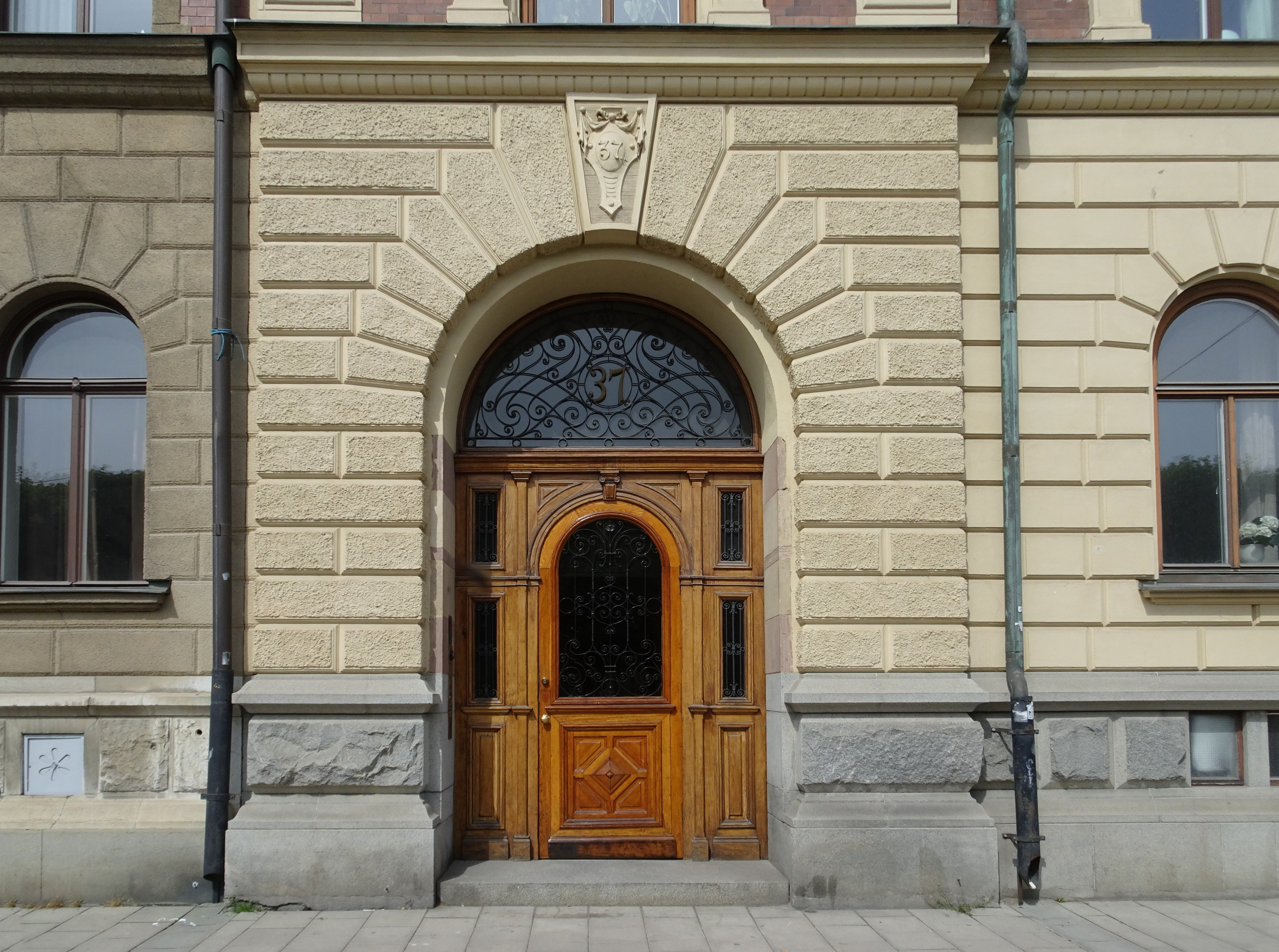
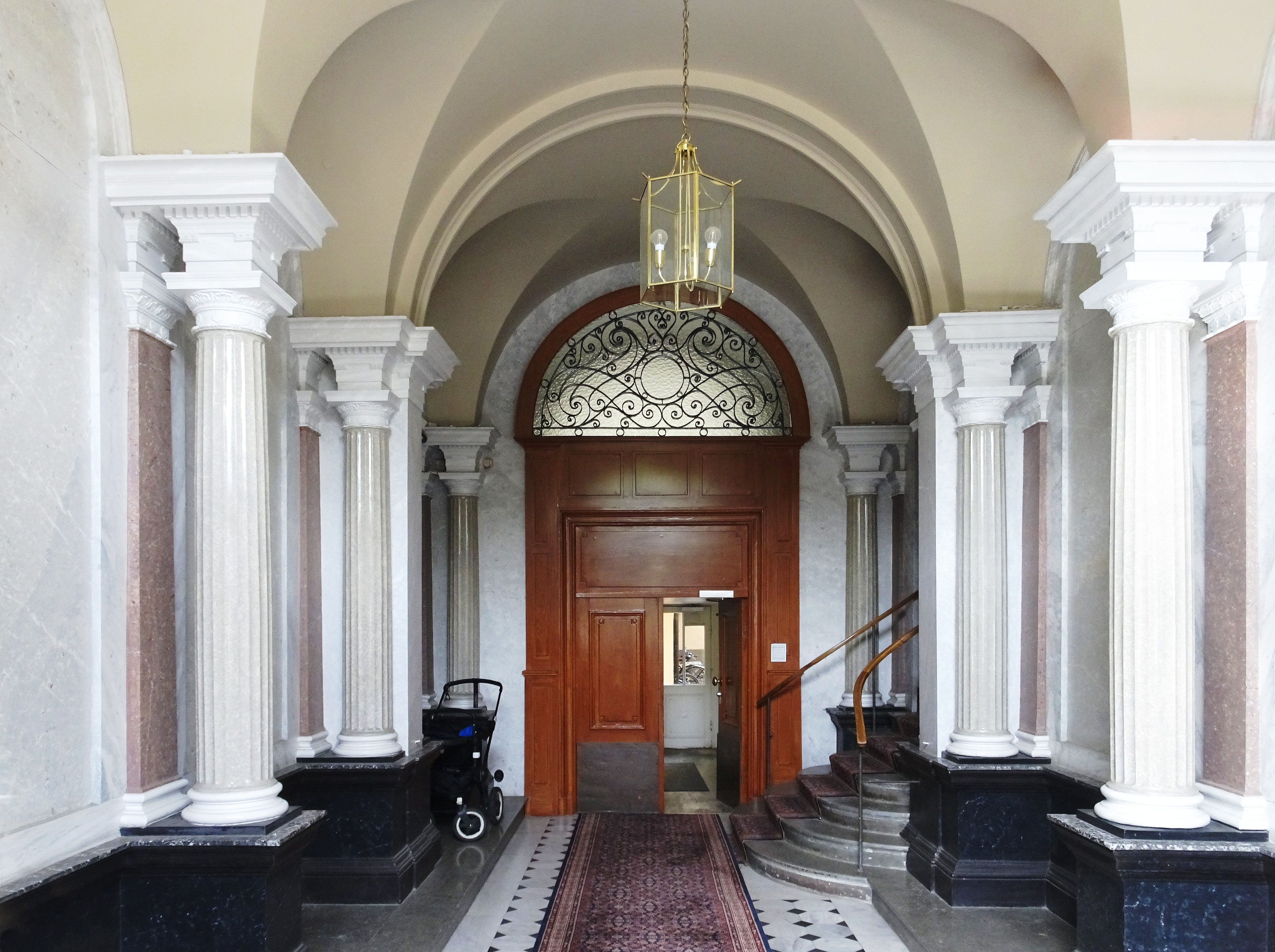